# トレド風景
『トレド風景』(トレドふうけい、西: Vista de Toledo、英: View of Toledo) は、ギリシャ・クレタ島出身のマニエリスム期スペインの巨匠エル・グレコがキャンバス上に油彩で制作した1597-1599年頃の絵画である。『トレドの景観と地図』 (エル・グレコ美術館、トレド) とともに、2点しか現存しない画家の風景画のうちの1点であり、風景画史上の傑作である。画家の死後、トレドのアトリエに残されたが、画家の作品を7点以上所有していたデ・アルコス伯が購入した。最終的に、H. O. ヘーヴマイヤーのコレクションに入った本作は、1929年にH. O. ヘーヴ マイヤー夫人からの遺贈されて以来、ニューヨークのメトロポリタン美術館に収蔵されている。

## 背景
エル・グレコは画家としての修業をしたイタリアからスペインに到着して以降、新たな画風を発展させていった。画家が主に描いた宗教画において、人物像はヘビのうねりを思わせる、いわゆるフィグーラ・セルペンティナータにデフォルメされていったが、現実を忠実に描写するわけではない主題へのアプローチは画家の肖像画の傑作にも見られる。そして、そうしたアプローチは画家の描いた風景にも加えられていくことになる。
本作以前にエル・グレコは純粋な風景画を制作していないが、『聖アンデレと聖フランチェスコ』(プラド美術館) などの作品の背景にトレドの風景を小さく描いている。本作はそうした風景を独立させ、画家初の純粋な風景画として制作された。西欧の17世紀は風景画の新世紀であったが、その時代の幕開けに描かれたエル・グレコの本作品は、アンニーバレ・カラッチやクロード・ロランの「理想的風景画」とも、オランダのヤーコプ・ファン・ロイスダールらの抒情的風景画とも違う、独自の作為と象徴性に満ちたものとなっている。

## 作品

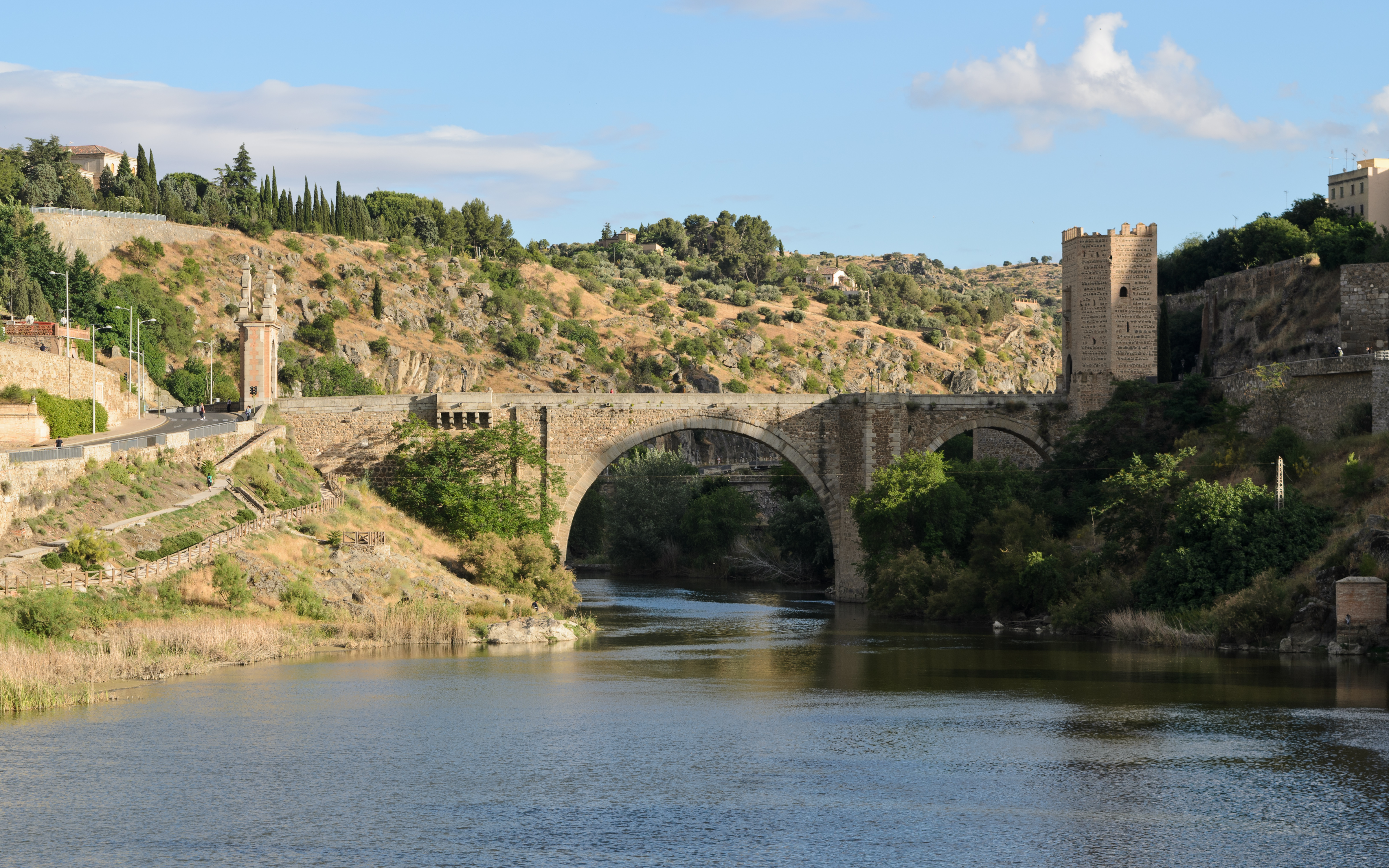
アルカンタラ橋

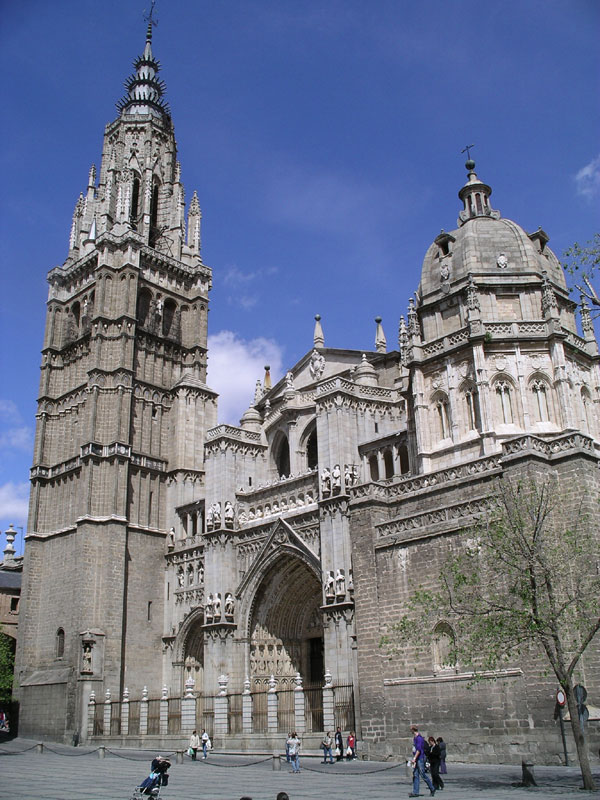
トレド大聖堂

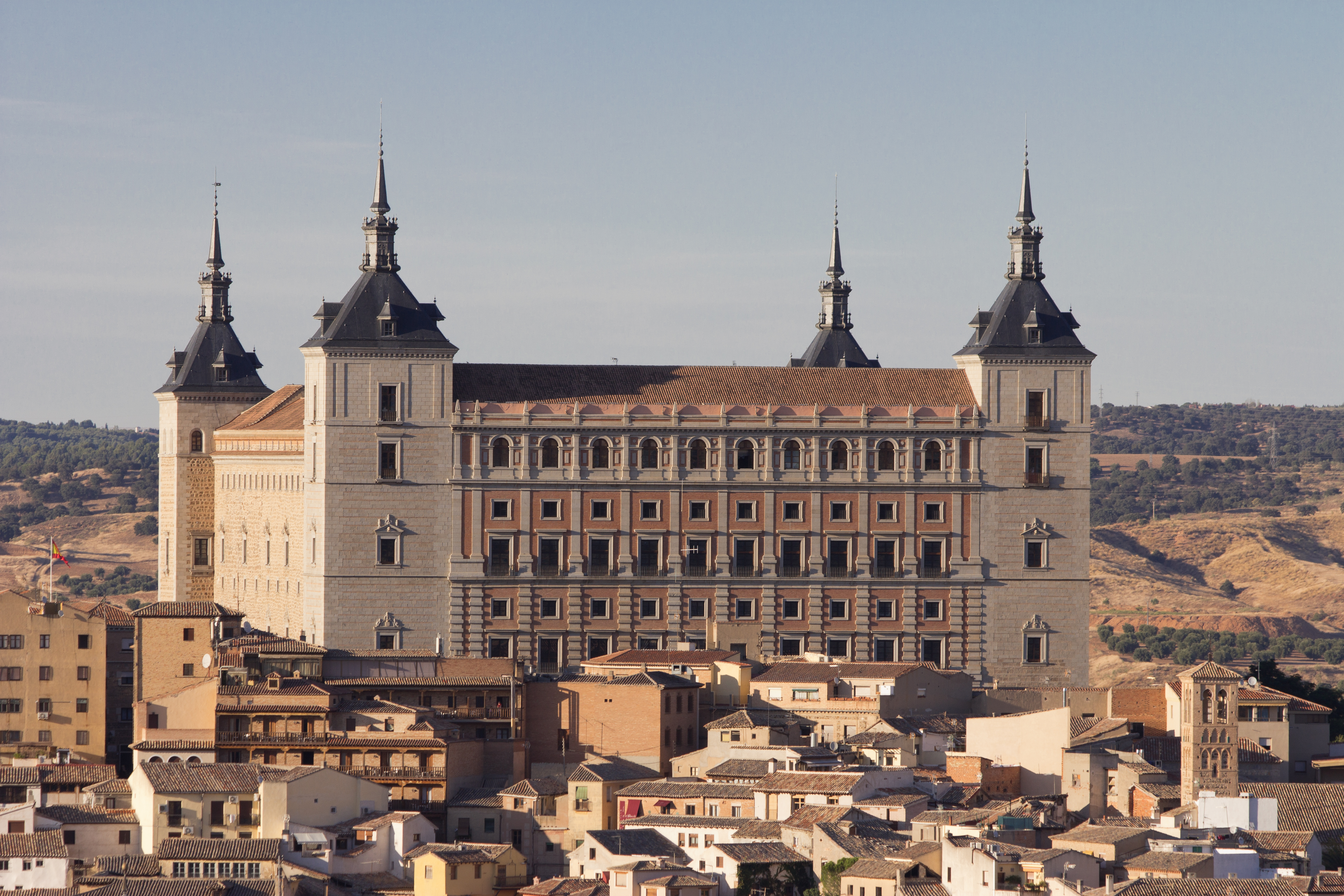
トレドのアルカサル (王宮)

前述のように、本作はトレドの町をそのまま描いたものではなく、画家独自の解釈により、トレドという町の本質を捉えようとする作品である。エル・グレコは東部を北側から見た町を描いており、タホ川、古代ローマ時代からあるアルカンタラ橋、ゴシック様式のトレド大聖堂、イスラムの城塞として有名なアルカサル (王宮) 、そして左の丘の上にサン・セルバンド城が見える。しかし、画家は、この視点に立てば本来、はるか右手にあって視界に入らないはずのトレド大聖堂をアルカサルの左手に配置している。そして、その鐘塔は嵐を含んだような空に象徴的な尖塔を突き立てている。また、アルカンタラ橋に向けて、一連の建物が現実より極端に急になっている斜面に建っている。画面左下には、雲に乗る建物が描かれているが、これが何なのか定かではない。最近では、トレドの北側にあった修道院で、町の守護聖人聖イルデフォンソが隠遁した建物であろうという説が出ている。
黄土と緑を主調とした大地、青と灰色を主調とした空の間に、灰色のシルエットをくねらせるトレドの町。ここに描かれているのは人々の眼前に広がる町の風景ではなく、人々の頭の中に理知的に刻み付けられた「永遠の帝都トレド」の風景なのである。同時に、この風景はエル・グレコの心象風景でもある。長い歴史を持つ1つの町が深く秘めた意味と力をこれほどまでに象徴的に描いた例はほかにない。